# هوغو برونر
هوغو برونر (بالألمانية: Hugo Brunner) (و. 1853 – 1922 م) هو أمين مكتبة، ومؤرخ منطقة، من ألمانيا، ولد في غودنزبرغ، توفي عن عمر يناهز 69 عاماً.